# Gajówka (województwo świętokrzyskie)
Gajówka – wieś w Polsce położona w województwie świętokrzyskim, w powiecie jędrzejowskim, w gminie Sobków.
W latach 1975–1998 miejscowość administracyjnie należała do województwa kieleckiego.

## Położenie
Wieś położona w północno-wschodniej części powiatu jędrzejowskiego, przy granicy z powiatem kieleckim.